# Miklós Szontagh (senior)
Miklós Szontagh senior (wym. [mikloːʃ sontɒɡ]), także Nikolaus Szontagh (ur. 11 sierpnia 1843 w Dolnym Kubinie, zm. 2 grudnia 1899  w Nowym Smokowcu) – węgierski lekarz, botanik, turysta, taternik, myśliwy. Był synem prawnika Dániela Szontagha i ojcem Miklósa Szontagha juniora – lekarza, działacza turystycznego i taternika.
Już w szkole średniej napisał pracę zawierającą m.in. listę roślin spotkanych w drodze z Dolnego Kubina na Rohacze (1858), w 1859 napisał kolejną, większą pracę o roślinach Orawy i Tatr Zachodnich. W 1868 roku ukończył studia medyczne na Uniwersytecie Wiedeńskim.
Od 1873 roku pracował jako lekarz w Starym Smokowcu i prowadził tam zakład wodoleczniczy. Dwa lata później założył miejscowość Nowy Smokowiec, w której wybudowane zostało pierwsze sanatorium przeciwgruźlicze na Węgrzech. W 1885 roku Szontagh założył drugie sanatorium, otwarte od 1898 roku także w zimie. W Nowym Smokowcu prowadził przez wiele lat stację meteorologiczną. Wyniki badań posłużyły za materiał do licznych prac z zakresu klimatologii i medycyny.
Miklós Szontagh był czynnym turystą tatrzańskim, jednym z pierwszych, którzy chodzili po wysokich górach także w okresie zimowym. W latach 1873–1895 brał udział w 127 wycieczkach zimowych w Tatry, odwiedził m.in. Gerlachowski Kocioł i Sławkowski Szczyt. Przede wszystkim chodził jednak po dolinach, używał w tym celu karpli oraz nart.
Był aktywistą Węgierskiego Towarzystwa Karpackiego (MKE), prezesem jego sekcji tatrzańskiej. Działał na rzecz rozwoju ratownictwa górskiego w Tatrach, a w 1882 roku urządził na Spiszu pierwszy, czterotygodniowy kurs dla przewodników tatrzańskich. Szontagh był też myśliwym, dzierżawił tereny m.in. w Granatach Wielickich, by polować tam na kozice.
Odznaczony orderem Leopolda. Na Smokowieckim Siodełku w Altanie Szilágyiego znajduje się tablica upamiętniająca Szontagha, odsłonięta 4 lipca 1937 r. przez Karpathenverein.
Miklós Szontagh opublikował liczne artykuły i prace w tematyce tatrzańskiej, dotyczące m.in. botaniki, medycyny, klimatologii, opisywał też swoje wyprawy górskie i działalność na rzecz turystyki. Napisał przewodniki po Tatrach wydawane po węgiersku i niemiecku od 1885 aż do 1910 roku. W latach 1883–1885 redagował i wydawał czasopismo „Tátra-Vidék”.